# Cacyreus lingeus
Cacyreus lingeus is een vlinder uit de familie van de Lycaenidae. De wetenschappelijke naam van de soort is voor het eerst gepubliceerd in 1782 door Caspar Stoll.
Deze soort heeft een spanwijdte van ongeveer 25 millimeter.

## Verspreiding
Cacyreus lingeus is een algemene soort die voorkomt in Gambia, Guinee-Bissau, Guinee, Sierra Leone, Burkina Faso, Liberia, Ivoorkust, Ghana, Togo, Benin, Nigeria, Kameroen, Equatoriaal Guinea, Gabon, Congo-Kinshasa, Ethiopië, Oeganda, Kenia, Tanzania, Angola, Zambia, Malawi, Mozambique, Zimbabwe, Botswana, Namibië, Zuid-Afrika, Swaziland, Lesotho en het eiland Socotra (Jemen).

## Habitat
Het habitat bestaat uit vochtige savanne, oevers, tuinen, open plekken in bosgebieden en droge bossen.

## Waardplanten
De rups leeft op:
- Geraniaceae
  - Geranium
  - Pelargonium
- Lamiaceae
  - Clinopodium simensis
  - Clinopodium uhligii
  - Hyptis pectinata
  - Lavandula angustifolia
  - Leonotis leonurus
  - Mentha spicata
  - Nepeta
  - Plastostema
  - Plectranthus barbatus
  - Plectranthus forskohlii
  - Plectranthus lactiflorus
  - Salvia africana-caerulea
  - Salvia repens
  - Saturaja
  - Syncolostemon flabellifolius
  - Tetradenia riparia